# Matika
Die Matika war ein Flächenmaß in der Militärgrenze der Region Syrmien. Das Maß war für Weingärten bestimmt.
- 1 Matika = 200 Quadrat-Klafter (Wiener Qk.= 3,597 Quadratmeter) etwa 719 Quadratmeter